# Tuffi ai campionati mondiali di nuoto 2007 - Trampolino 1 metro femminile
La gara dei tuffi dal trampolino 1 metro femminile dei campionati mondiali di nuoto 2007 è stata disputata il 22 e 23 marzo presso il Melbourne Sports and Aquatic Centre di Melbourne.
La gara, alla quale hanno preso parte 37 atlete, si è svolta in tre turni, in ognuno dei quali l'atleta ha eseguito una serie di cinque tuffi.
La competizione è stata vinta dalla tuffatrice cinese He Zi, mentre l'argento e il bronzo sono andati rispettivamente alla canadese Blythe Hartley e alla russa Julija Pachalina.

## Programma
| Data          | Ora   | Turno        |
| ------------- | ----- | ------------ |
| 22 marzo 2007 | 18:30 | Eliminatorie |
| 23 marzo 2007 | 10:00 | Semifinale A |
| 23 marzo 2007 | 10:42 | Semifinale B |
| 23 marzo 2007 | 18:00 | Finale       |

## Podio
| Posizione | Atleta           | Nazionalità |
| --------- | ---------------- | ----------- |
| Oro       | He Zi            | Cina        |
| Argento   | Blythe Hartley   | Canada      |
| Bronzo    | Julija Pachalina | Russia      |

## Risultati

### Preliminari
I migliori 12 punteggi accedono alle semifinali
| Pos. | Atleta                    | Nazionalità   | Punti  | Note |
| ---- | ------------------------- | ------------- | ------ | ---- |
| 1    | He Zi                     | Cina          | 299.35 | Q    |
| 2    | Irina Laško               | Russia        | 297.15 | Q    |
| 3    | Blythe Hartley            | Canada        | 288.95 | Q    |
| 4    | Julija Pachalina          | Russia        | 285.30 | Q    |
| 5    | Anna Lindberg             | Svezia        | 284.50 | Q    |
| 6    | Heike Fischer             | Germania      | 269.75 | Q    |
| 7    | Li Ting                   | Cina          | 268.20 | Q    |
| 8    | Allison Jean Brennan      | Stati Uniti   | 268.15 | Q    |
| 9    | Ditte Kotzian             | Germania      | 260.50 | Q    |
| 10   | Sharleen Stratton         | Australia     | 256.15 | Q    |
| 11   | Nóra Barta                | Ungheria      | 255.60 | Q    |
| 12   | Noemi Batki               | Italia        | 255.45 | Q    |
| 13   | Jenna Dreyer              | Sudafrica     | 250.90 |      |
| 14   | Christina Loukas          | Stati Uniti   | 245.55 |      |
| 15   | Elizabeth Jimie           | Malaysia      | 245.30 |      |
| 16   | Laura Sánchez Soto        | Messico       | 242.35 |      |
| 17   | Maria Marconi             | Italia        | 241.30 |      |
| 18   | Alexandra Croak           | Australia     | 232.55 |      |
| 19   | Alejandra Fuentes         | Venezuela     | 229.45 |      |
| 20   | Leong Mun Yee             | Malaysia      | 229.40 |      |
| 21   | Elina Eggers              | Svezia        | 224.40 |      |
| 22   | Hanna Pys'mens'ka         | Ucraina       | 221.00 |      |
| 23   | Mariya Voloshchenko       | Ucraina       | 218.75 |      |
| 24   | Meaghan Benfeito          | Canada        | 216.10 |      |
| 25   | Hsin Lu                   | Taipei cinese | 209.75 |      |
| 26   | Veronika Kratochwil       | Austria       | 204.00 |      |
| 27   | Jodie McGroarty           | Gran Bretagna | 201.30 |      |
| 28   | Katura Horton-Perinchief  | Bermuda       | 196.65 |      |
| 29   | Milica Stjepanovic        | Serbia        | 188.95 |      |
| 30   | En−Tien Lu                | Taipei cinese | 188.40 |      |
| 31   | Sut Ian Choi              | Macao         | 187.05 |      |
| 32   | Lauren Karatanevski       | Macedonia     | 179.25 |      |
| 33   | Villő Kormos              | Ungheria      | 177.60 |      |
| 34   | Sut Kuan Choi             | Macao         | 171.75 |      |
| 35   | Nataša Kolić              | Croazia       | 168.00 |      |
| 36   | Joselyn Carolina Castillo | Venezuela     | 165.95 |      |
| 37   | Josephine Rapit           | Svizzera      | 155.25 |      |

### Semifinali
I migliori 3 punteggi di ogni semifinale accedono alla finale

#### Semifinale A
| Pos. | Atleta               | Nazionalità | Punti  | Note |
| ---- | -------------------- | ----------- | ------ | ---- |
| 1    | Julija Pachalina     | Russia      | 286.95 | Q    |
| 2    | Irina Laško          | Russia      | 283.50 | Q    |
| 3    | Allison Jean Brennan | Stati Uniti | 269.95 | Q    |
| 4    | Sharleen Stratton    | Australia   | 259.70 |      |
| 5    | Heike Fischer        | Germania    | 249.15 |      |
| 6    | Noemi Batki          | Italia      | 246.75 |      |

#### Semifinale B
| Pos. | Atleta         | Nazionalità | Punti  | Note |
| ---- | -------------- | ----------- | ------ | ---- |
| 1    | He Zi          | Cina        | 306.05 | Q    |
| 2    | Blythe Hartley | Canada      | 305.45 | Q    |
| 3    | Anna Lindberg  | Svezia      | 302.40 | Q    |
| 4    | Li Ting        | Cina        | 289.90 |      |
| 5    | Ditte Kotzian  | Germania    | 255.80 |      |
| 6    | Nóra Barta     | Ungheria    | 233.00 |      |

### Finale
| Pos.    | Atleta               | Nazionalità | Punti  | Note |
| ------- | -------------------- | ----------- | ------ | ---- |
| Oro     | He Zi                | Cina        | 316.65 |      |
| Argento | Blythe Hartley       | Canada      | 311.20 |      |
| Bronzo  | Julija Pachalina     | Russia      | 304.60 |      |
| 4       | Anna Lindberg        | Svezia      | 300.05 |      |
| 5       | Irina Laško          | Russia      | 291.95 |      |
| 6       | Allison Jean Brennan | Stati Uniti | 287.75 |      |